# Varese (jezero)
Varese (italsky Lago di Varese) je jezero v Lombardii na severu Itálie. Má rozlohu 14,95 km². Dosahuje maximální hloubky 26 m, přičemž průměrná hloubka je 11 m. Hladina se nachází v nadmořské výšce 238 m. Povodí jezera má rozlohu 112 km². Je ledovcového původu a vzniklo přibližně před 15 000 lety.

## Vodní režim
Hlavními přítoky jsou Brabbia a Tinella. Z jezera odtéká řeka Bardello do jezera Maggiore.